# Czy Polacy wybić się mogą na niepodległość?
Czy Polacy wybić się mogą na niepodległość? – broszura polityczna Józefa Pawlikowskiego wydana anonimowo w 1800 w Paryżu.
Broszura, wydana przez sekretarza Tadeusza Kościuszki i prawdopodobnie z jego inspiracji, zawierała podstawowe wskazania dla polskiego ruchu niepodległościowego i walki partyzanckiej. Autor, w skrajnie niekorzystnej dla Polski sytuacji (upadek powstania kościuszkowskiego, III rozbiór Polski) udziela jednak na tytułowe pytanie odpowiedzi pozytywnej. Zdaniem Pawlikowskiego o sukcesie przyszłego powstania zadecyduje udział wyzwolonych mas ludowych. W pokonaniu Rosji miała też pomóc współpraca z Ukraińcami z południowo-wschodnich ziem dawnej Rzeczypospolitej.
Początkowo broszurę przypisywano Karolowi Kniaziewiczowi lub samemu Kościuszce. Dopiero w 1905 Wacław Tokarz ustalił autorstwo Pawlikowskiego. Broszura zyskała popularność dzięki siedmiu wydaniom w latach 1831–1843. Kolejne edycje różniły się nieco od pierwodruku, jednak nie zmieniały przesłania autora.
W zbiorach Biblioteki Narodowej znajduje się jedyny zachowany egzemplarz pierwszego paryskiego wydania (po interwencji Rosji policja francuska skonfiskowała cały nakład). Należał on do Biblioteki Ponińskich w Horyńcu, która w latach 20. XX w. została przekazana Bibliotece Narodowej. Egzemplarz ten wpisany jest na Polską Listę Krajową Programu UNESCO „Pamięć Świata”. Od 2024 prezentowany jest na wystawie stałej w Pałacu Rzeczypospolitej. Książka składa się z 60 stron formatu octavo. Na stronie tytułowej zawiera nieprawdziwe miejsce wydania – W Prykopiu nad donem.